# Castillo de Biar
El castillo de Biar es un castillo del siglo XII, ubicado sobre un cerro que domina la localidad de Biar, en la comarca del Alto Vinalopó, provincia de Alicante, España. Es uno de los grandes atractivos del municipio de Biar y está catalogado como Bien de Interés Cultural
y declarado Monumento histórico-artístico perteneciente al Tesoro Artístico Nacional mediante decreto de 3 de junio de 1931. Se encuentra en buen estado de conservación y está incluido en la llamada Ruta de los Castillos del Vinalopó.

## Historia
Durante la dominación musulmana ya hay noticias, aunque escasas, de la fortaleza, que no empezó a tener relevancia hasta la época de Jaime I, al queda como castillo fronterizo según el Tratado de Almizra. El edificio perdió sus funciones durante la Edad Moderna y, aunque se usó esporádicamente, se utilizó como cementerio y fue cayendo en ruina. Fue declarado monumento histórico-artístico  en 1931 y se encuentra en la llamada Ruta de los Castillos del Vinalopó. Desde finales del siglo XX se ha restaurado en diversas ocasiones, con lo que hoy en día se encuentra en buen estado de conservación.

## Estructura

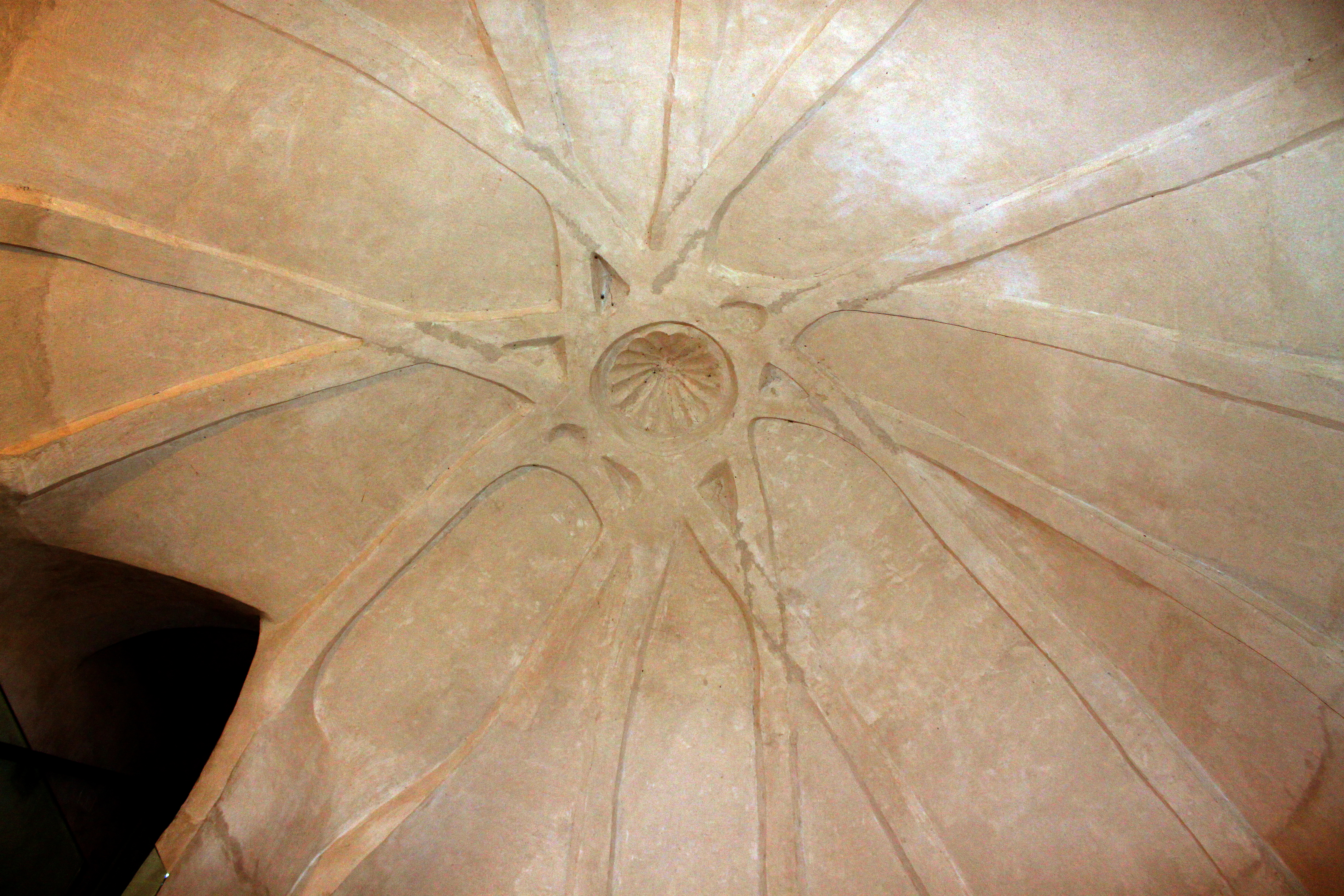
Cúpula almohade, una de las más antiguas del occidente árabe.

El castillo fue construido en piedra mediante mampostería y tapial, que se utilizó para la torre del homenaje. El edificio está compuesto por dos partes. Por un lado, un recinto con cuatro torres semicirculares en las esquinas del mismo, y por el otro, un espacio con cuatro estructuras cúbicas y la torre del homenaje. Estas torres y otras estructuras constituyen las defensas básicas del castillo, así como su posición elevada en un montículo rocoso, la proliferación de pequeñas aperturas en sus muros y su remate de almenas.

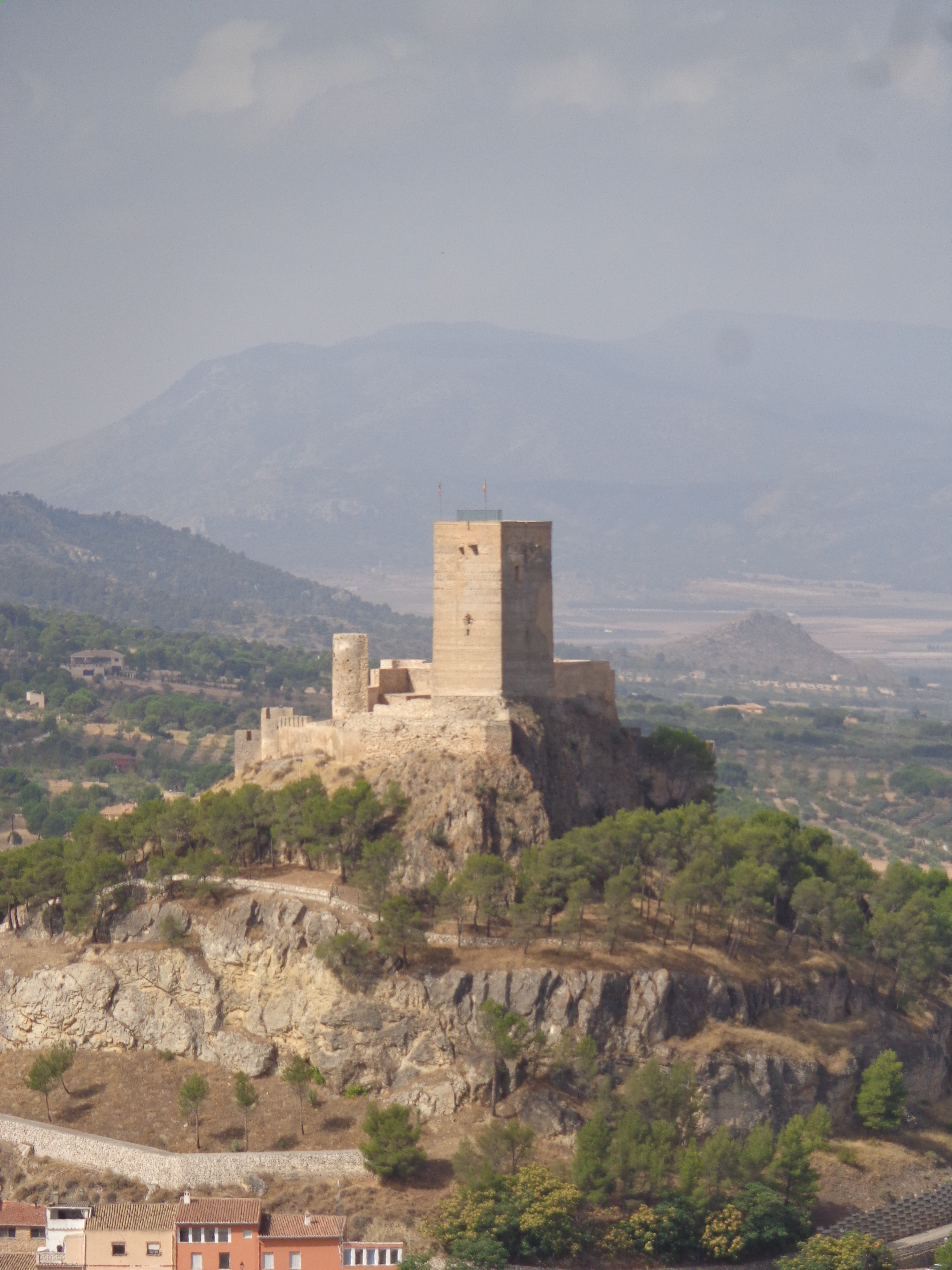
Vista del castillo y su torre del homenaje.

La torre del homenaje es la parte más destacada del conjunto arquitectónico. Data del siglo XII, se sitúa a un lateral y llega a una altura de 17 metros. Su planta es de forma cuadrangular y consta de tres pisos, adquiriendo estos una enorme importancia. En la planta inferior se utiliza la denominada vuelta de cañón y en el resto de los niveles, segundo y tercero, se utiliza la bóveda nervada almohade que, junto a las del vecino castillo de Villena, son unas de las más antiguas de España y de todo el Magreb, además de las únicas utilizadas en un edificio militar en toda la península ibérica.
El interior del castillo se organizaba alrededor de un patio central, disponiéndose toda una serie de dependencias destinadas a asegurar la defensa así como dar cobijo y servicio al alcaide, su familia y la guarnición.
En el siglo XV aparecen descritas la habitación de vigilancia o cuerpo de guardia; el pajar; el palacio nuevo que albergaba a la familia del alcaide; la despensa para almacenar víveres; la cocina con chimenea; el horno; el establo; el comedor y la iglesia bajo la advocación de Santa María Magdalena y Santa Quiteria. Todo ello presidido por la llamada Torre Maestra utilizada para guardar las armas y pertrechos del castillo. Además, la zona del palacio posee en su interior una cúpula almohade del siglo XII, verdadera rareza en edificios militares y una de las más antiguas conocidas.
Estas dependencias, techadas por cubiertas a un agua de teja curva, permitirían recoger el agua de lluvia para almacenarla en el aljibe excavado en la roca que aún se conserva.